# Šútovce
Šútovce (em húngaro: Sújtó) é um município da Eslováquia, situado no distrito de Prievidza, na região de Trenčín. Tem 7,08 km² de área e sua população em 2018 foi estimada em 441 habitantes.

## Demografia
| Ano:        | 1994 | 2004   | 2014   | 2024   |
| ----------- | ---- | ------ | ------ | ------ |
| Broj ljudi: | 378  | 408    | 432    | 459    |
| Razlika:    |      | +7,93% | +5,88% | +6,25% |

| Ano:               | 2023 | 2024   |
| ------------------ | ---- | ------ |
| Número de pessoas: | 456  | 459    |
| Diferença:         |      | +0,65% |